# Hippolyte Berteaux
Pour les articles homonymes, voir Berteaux.
Hippolyte Berteaux né le 28 mars 1843 à Saint-Quentin et mort le 17 octobre 1926 à Paris est un peintre français.
Il est connu pour ses peintures murales et ses portraits.

## Biographie
Fils de sculpteur, Hippolyte Berteaux apprend à peindre à l'École des beaux-arts de Paris dans les ateliers d'Hippolyte Flandrin, Léon Cogniet et Paul Baudry. De 1872 à 1875, il est peintre du sultan à Constantinople. Il s'installe ensuite à Nantes où il pratique le portrait, le paysage notamment les couchers de soleil sur les dunes. Il s'adonne aussi à la peinture de genre ainsi qu'au décor monumental, comme avec le plafond du théâtre Graslin, l'escalier du musée des Beaux-Arts et l'hôtel de ville de Nantes .
Il expose au Salon des artistes français où il obtient en 1885 une médaille de 2e classe avant d'exposer hors-concours. Il envoie ses œuvres à partir de 1901 au Salon de la Société nationale des beaux-arts. Il est alors un artiste reconnu et apprécié. 
Chevalier (1891) puis officier (1923) de la Légion d'honneur, il est élu en 1906 sociétaire des beaux-arts.
Il meurt le 17 octobre 1926 dans le 7e arrondissement de Paris, et est inhumé dans la même ville au cimetière du Montparnasse (12e division).

## Œuvres
- Carcassonne, musée des Beaux-Arts : La Jeune Pastoure, 1884.
- Chenonceaux, château de Chenonceau.
- Nantes :
  - musée d'Histoire de Nantes :
    - La Bretonne, 1900. Cette œuvre a servi d'illustration pour la biscuiterie Lefèvre-Utile ;
    - Portrait de Louis Lefèvre-Utile, 1899.

  - théâtre Graslin : plafond de la coupole, 1881, orné de nombreuses figures mythologiques.
  - musée d'Arts de Nantes :
    - La Science, 1876, huile sur bois ;
    - Dernier retour, 1906, huile sur toile[7] ;
    - Bretagne laborieuse, 1910, peinture murale dans le double escalier.
- Paris, musée d'Orsay : Dunes, île d'Yeu, huile sur bois[8].
- Quimper, musée des Beaux-Arts : Assassinat de l'évêque d'Audrein, 1889.
- Rennes, musée des Beaux-Arts : Attentat à la vie de Hoche, 1885.

Œuvres d'Hippolyte Berteaux
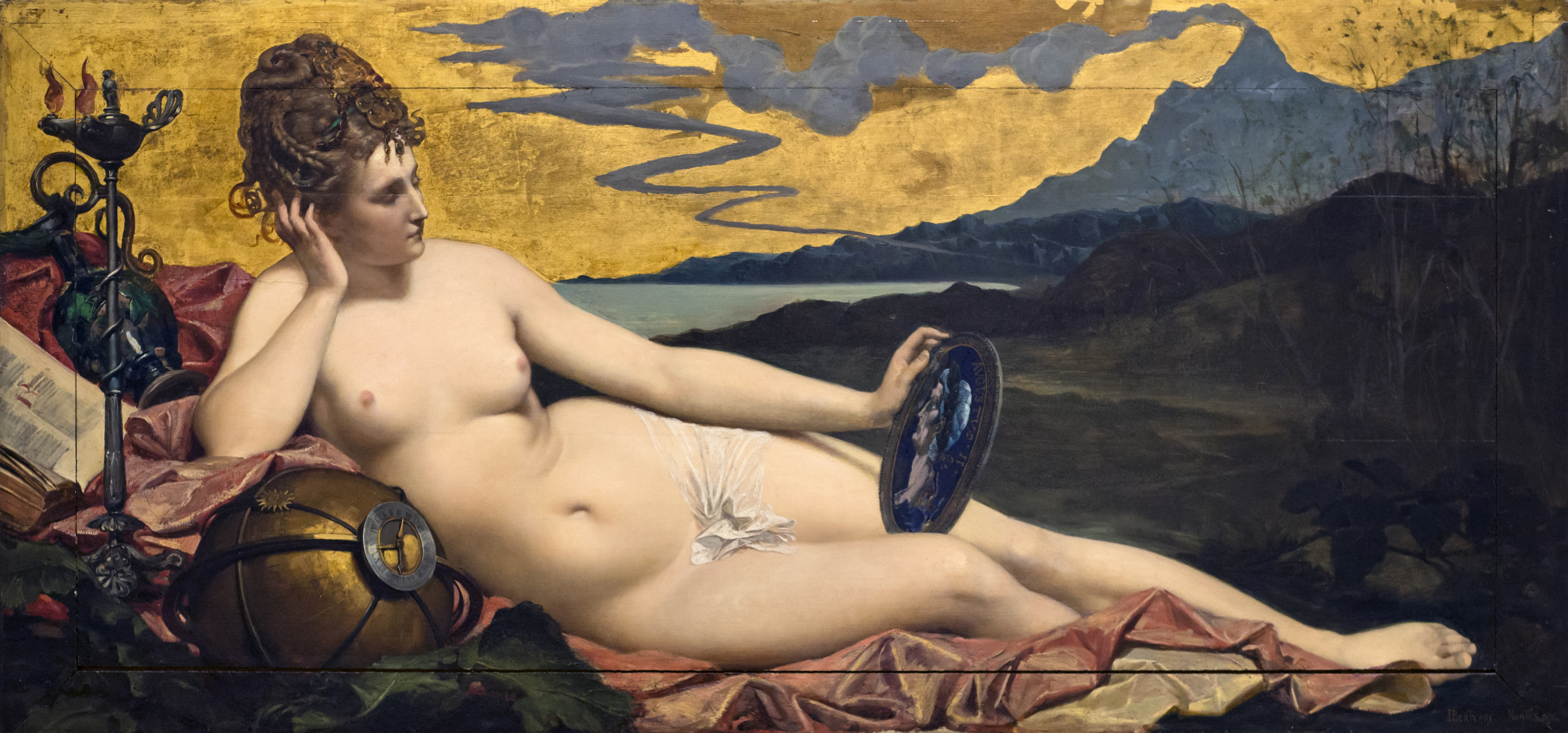
La Science (1876), musée d'Arts de Nantes.
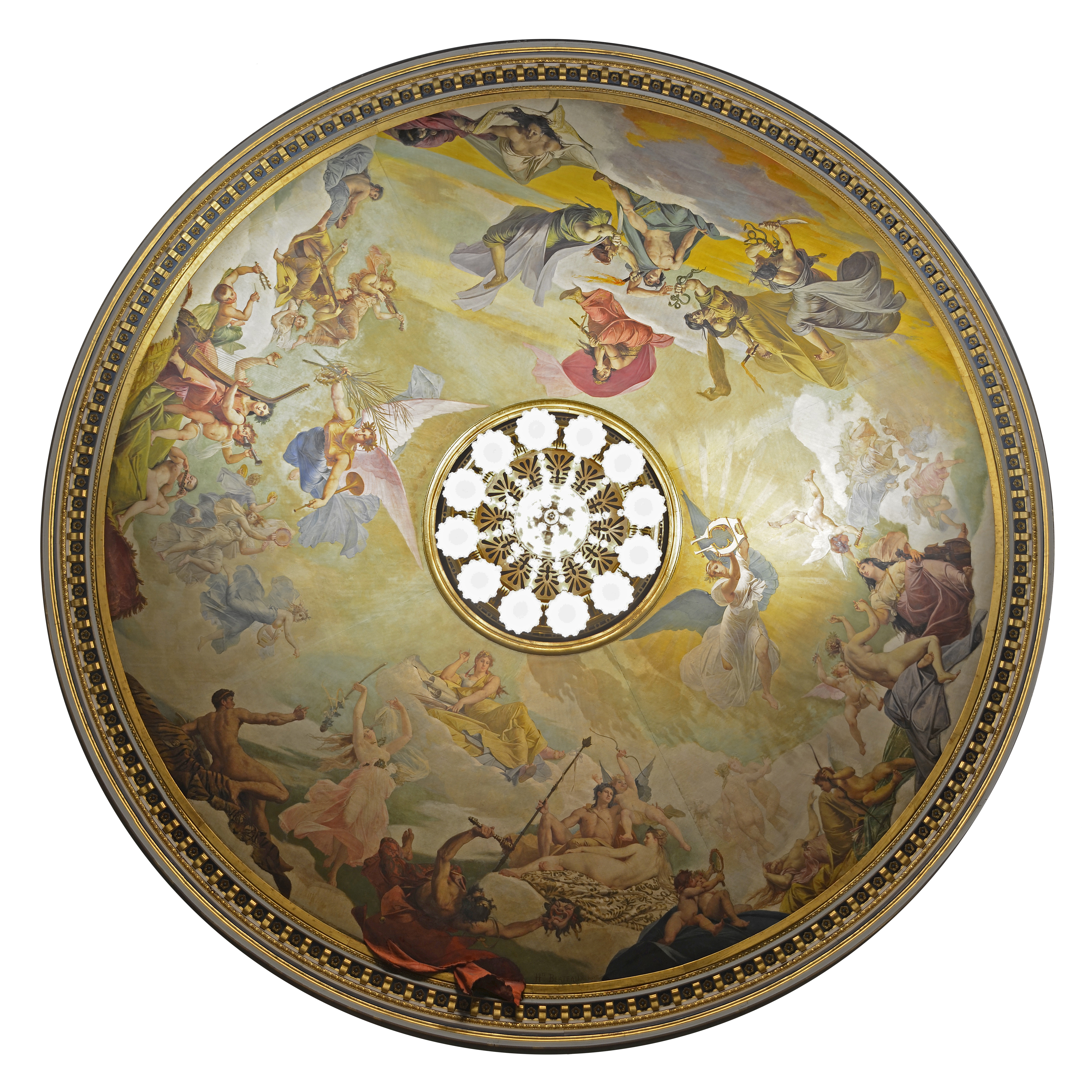
Plafond de la salle du théâtre Graslin à Nantes (1881).
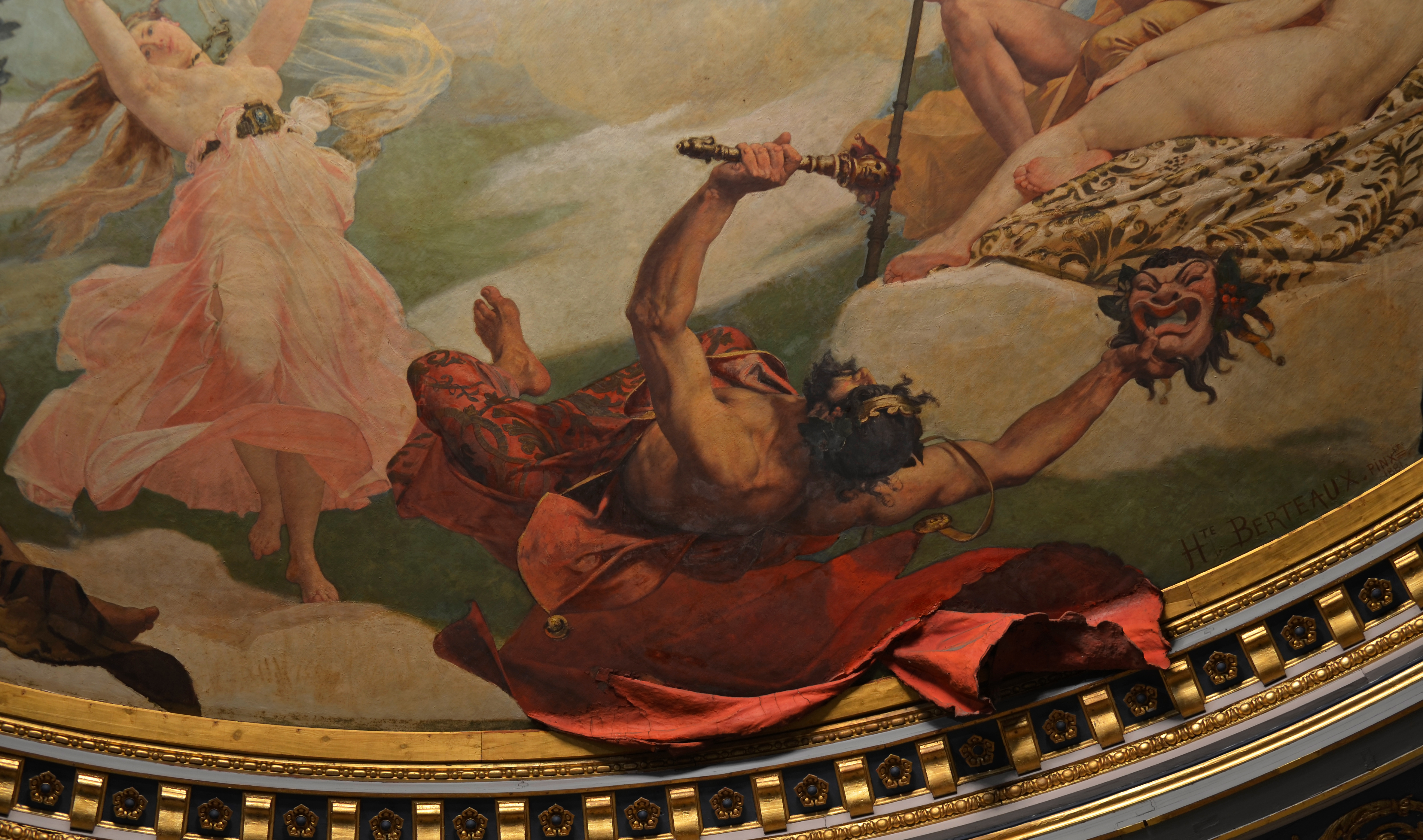
Détail du plafond de la salle du théâtre Graslin à Nantes, représentant Momos, dieu du sarcasme et de la moquerie (1881), .
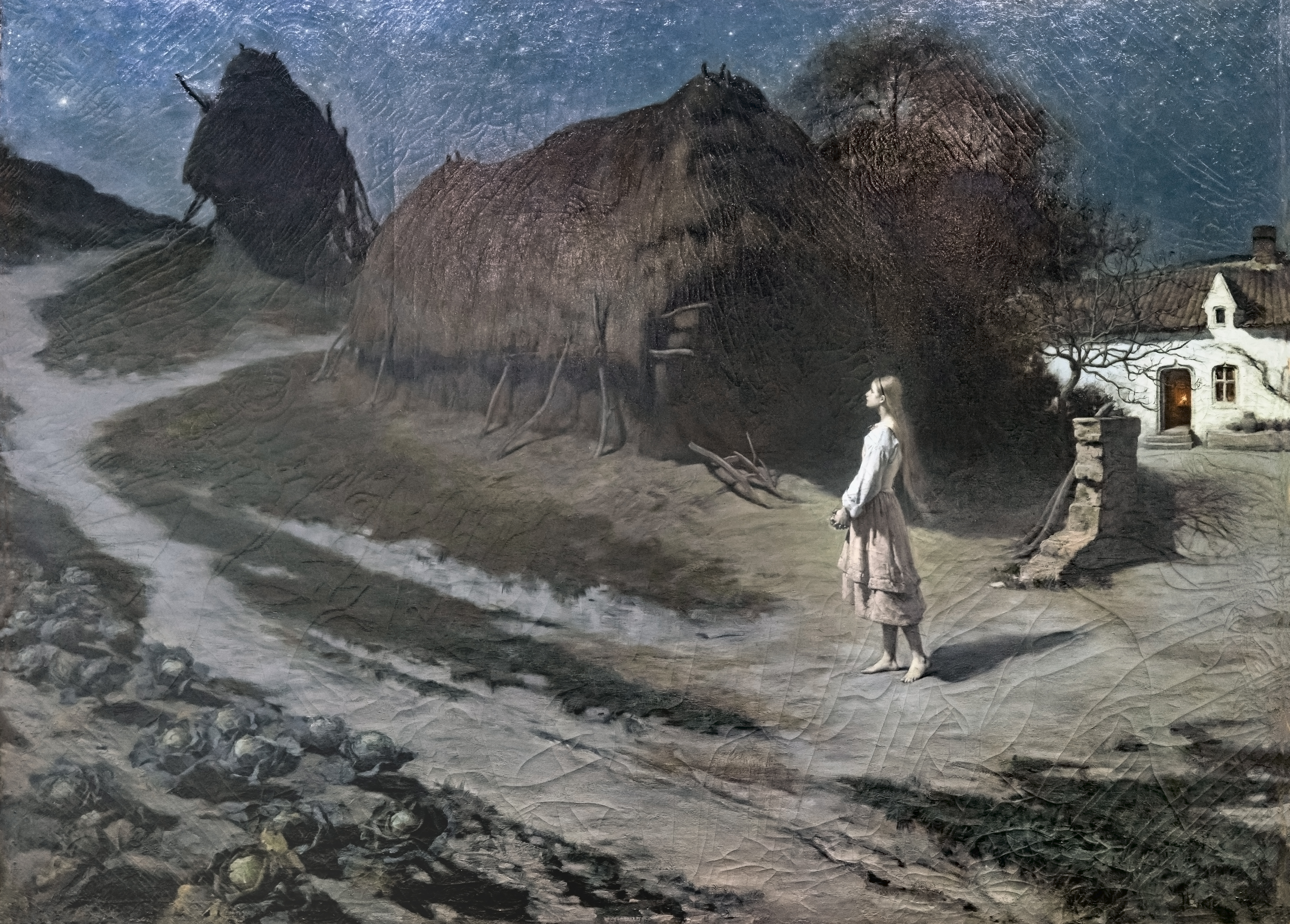
La Jeune Pastoure (1884), musée des Beaux-Arts de Carcassonne.
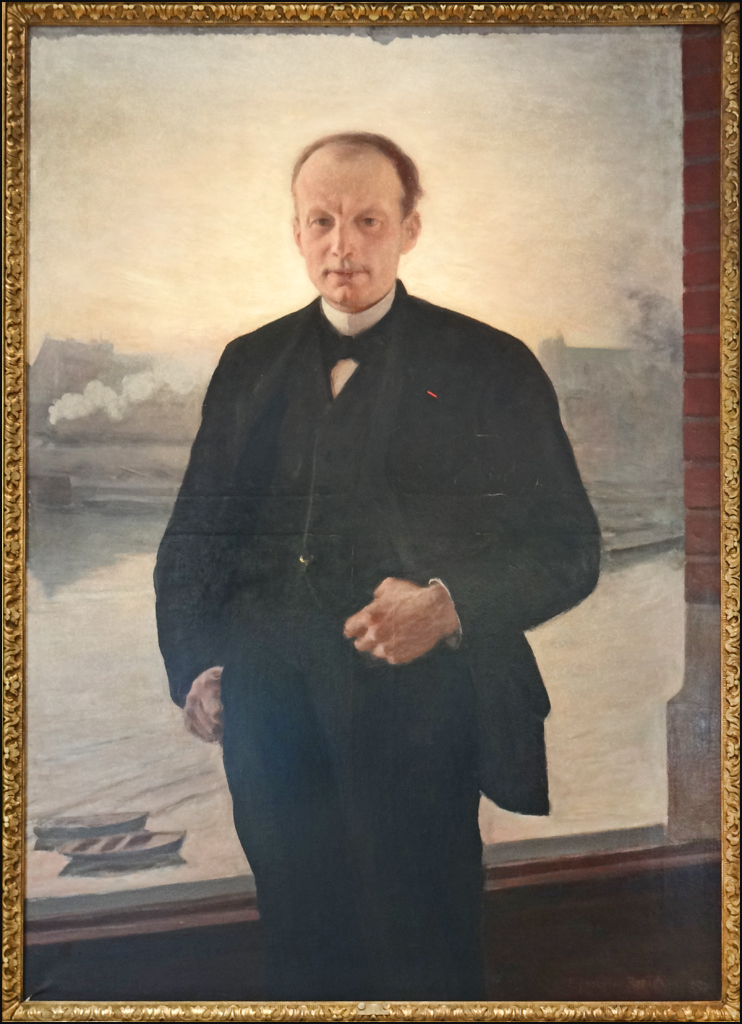
Portrait de Louis Lefèvre-Utile (1899), musée d'Histoire de Nantes.
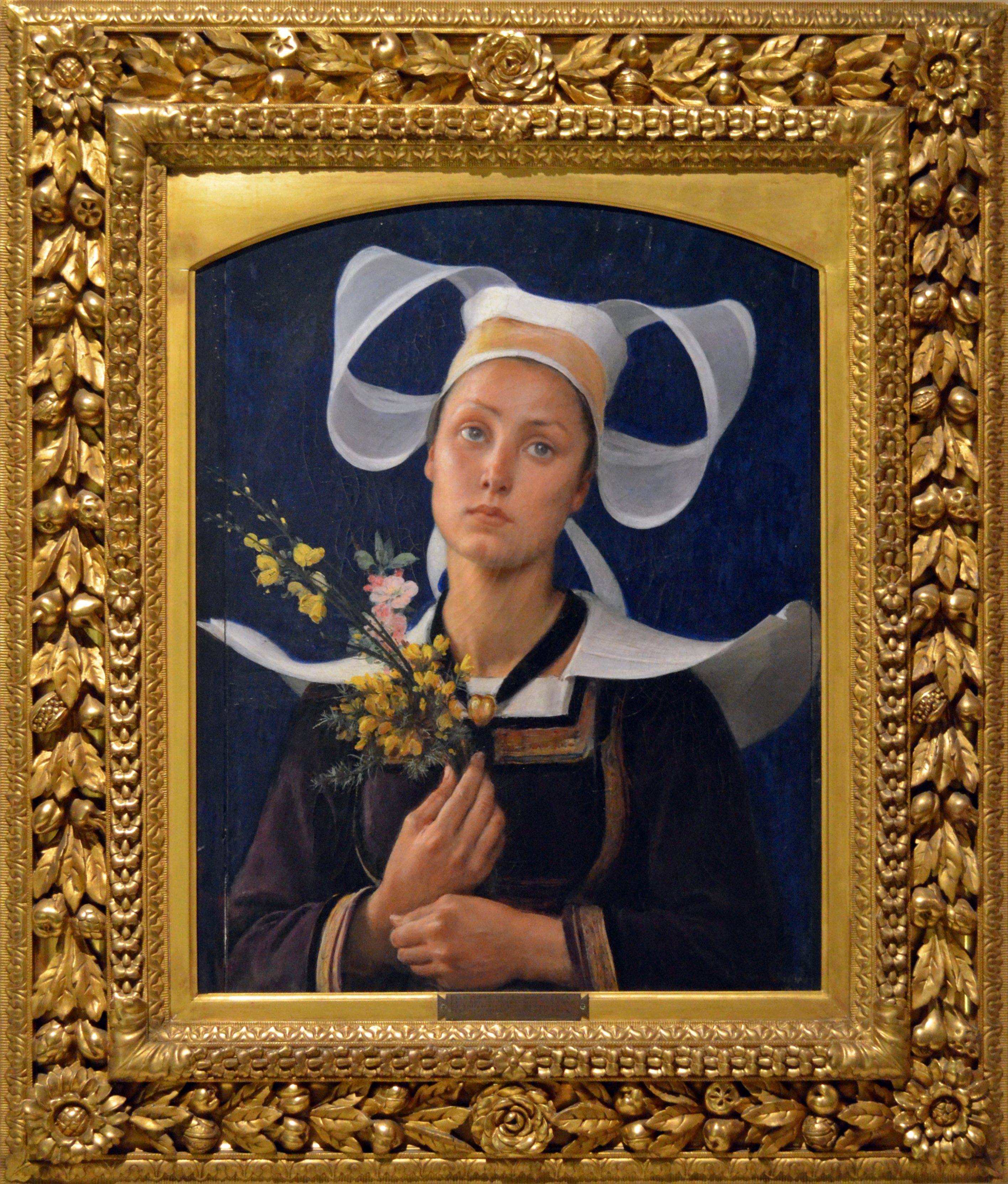
La Bretonne (1900), musée d'Histoire de Nantes.
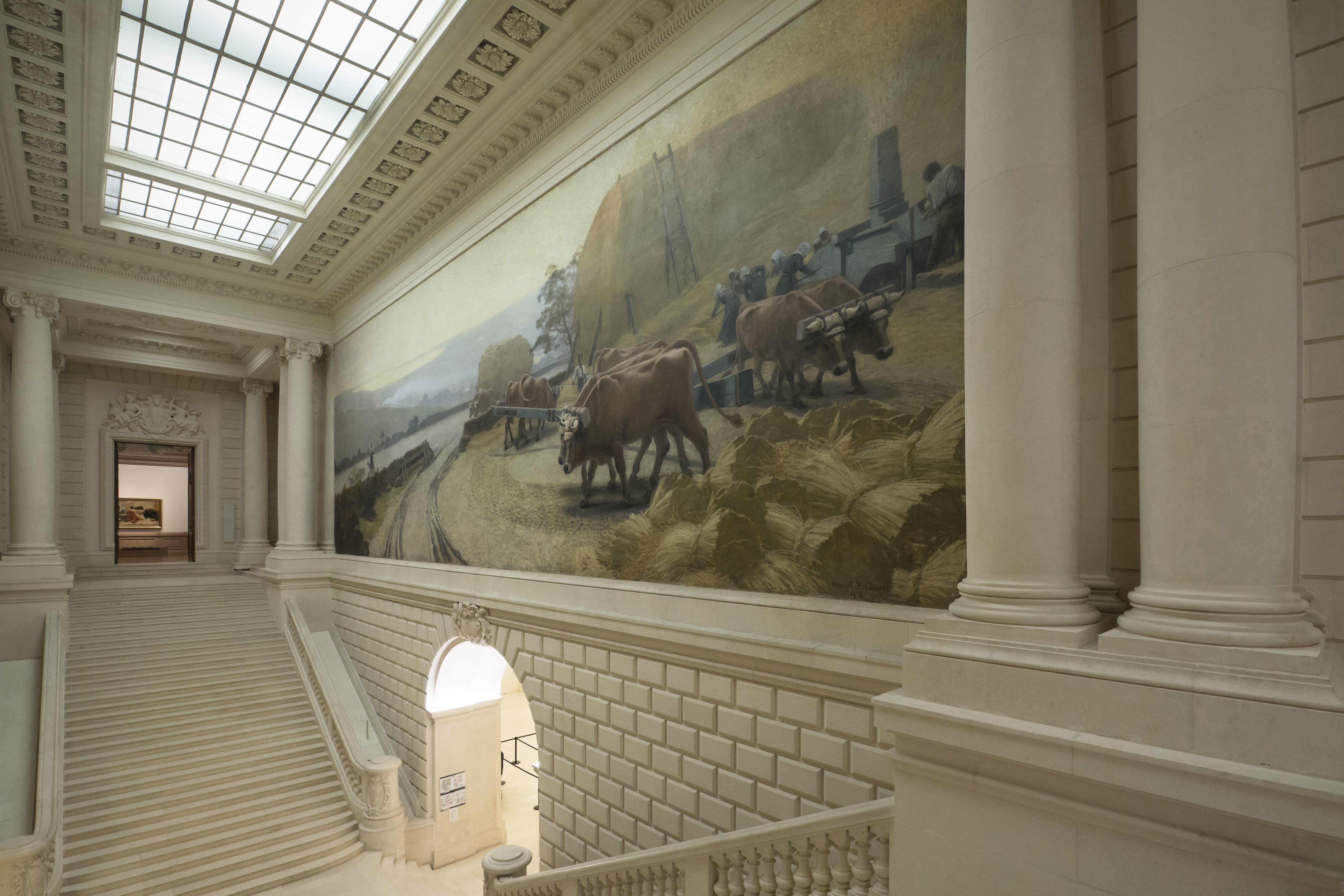
Bretagne laborieuse (1910), musée d'Arts de Nantes.